# Быховское сидение

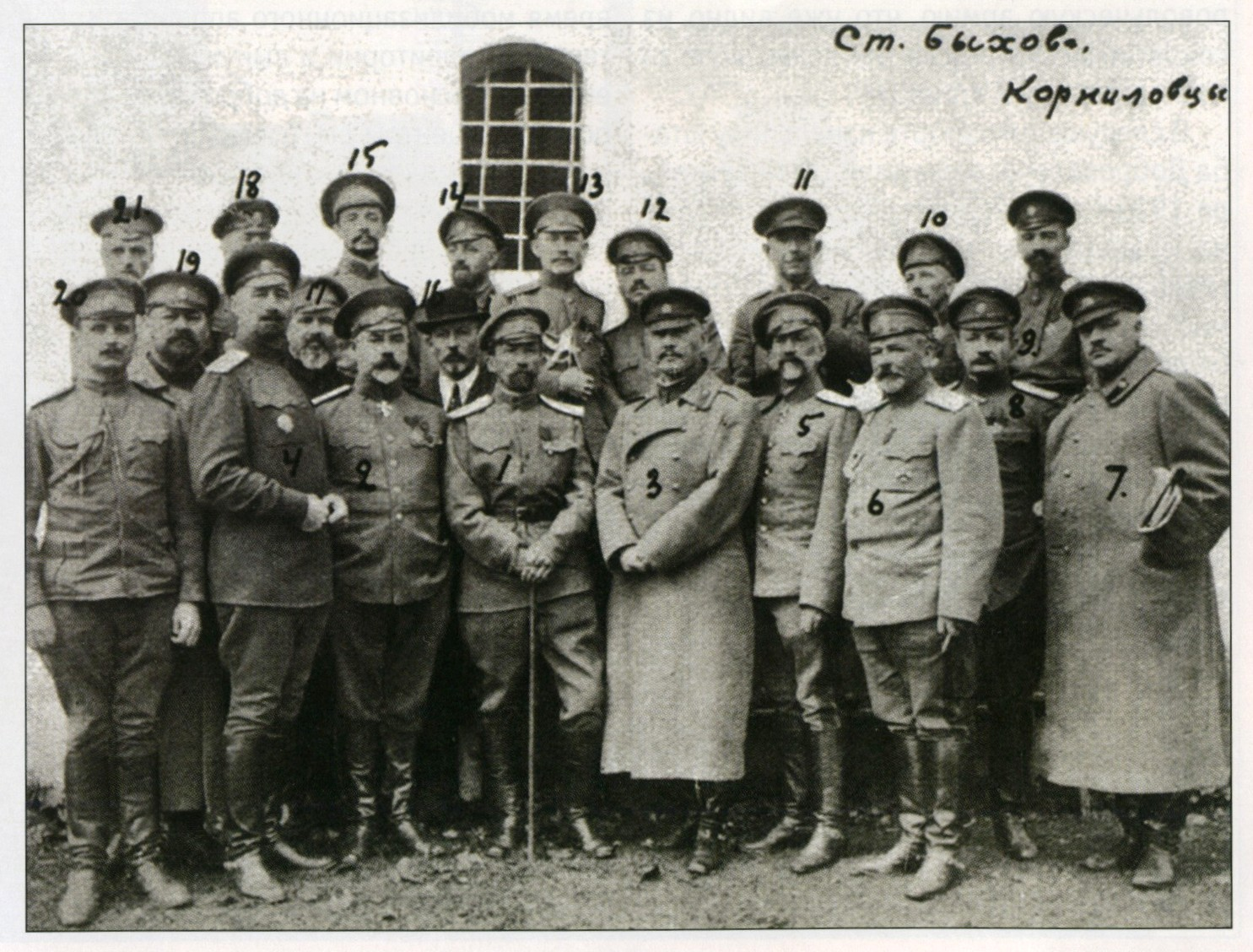
Группа арестованных генералов и офицеров во главе с Корниловым в период Быховского заточения. По номерам: 1. Л. Г. Корнилов; 2. А. И. Деникин; 3. Г. М. Ванновский; 4. И. Г. Эрдели; 5. Е. Ф. Эльснер; 6. А. С. Лукомский; 7. В. Н. Кисляков; 8. И. П. Романовский; 9. С. Л. Марков; 10. М. И. Орлов; 11. А. Ф. Аладьин; 12. А. П. Брагин; 13. В. М. Пронин; 14. прапорщик С. Ф. Никитин; 15. прапорщик А. В. Иванов; 16. И. В. Никаноров (Никоноров); 17. Л. Н. Новосильцев; 18. Г. Л. Чунихин; 19. И. А. Родионов; 20. И. Г. Соотс; 21. В. В. Клецанда. Осень 1917 года

Бы́ховское сиде́ние, Быховский аре́ст генера́лов, Быховское плене́ние (заключе́ние) генералов — события, связанные с арестом и содержанием под стражей властями Временного правительства части генералов и офицеров Русской армии за участие и поддержку Корниловского выступления. Указанные лица содержались с 11 сентября по 19 ноября 1917 года в тюрьме города Быхова Могилёвской губернии.

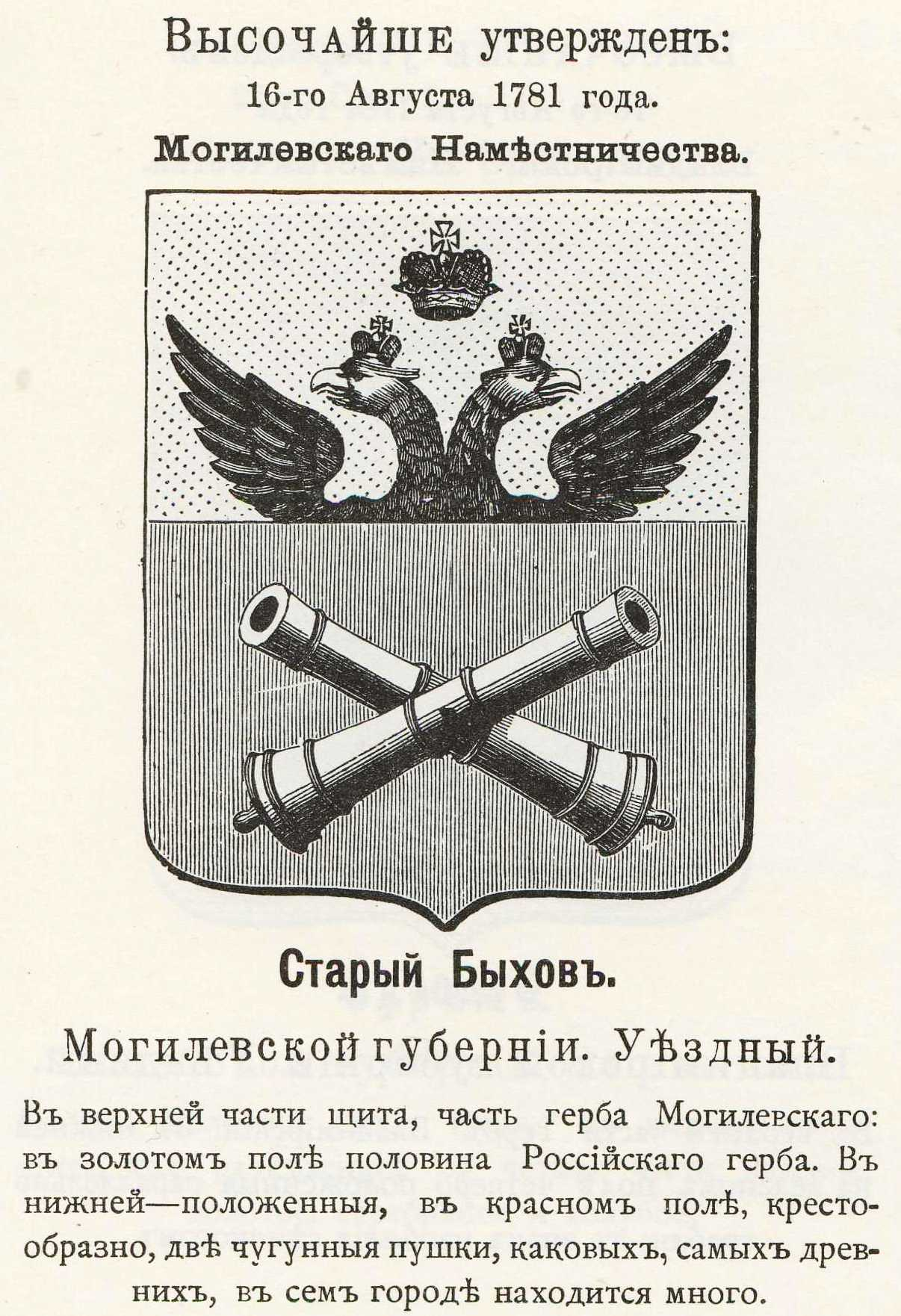
Русский военный герб Быхова — две скрещённые пушки (1781)

## Арест

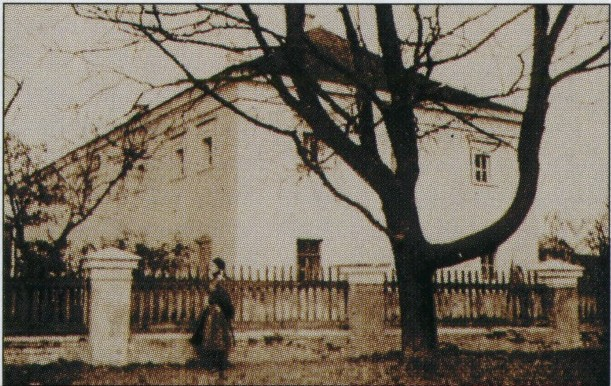
Быховская тюрьма. Здание бывшей женской гимназии.

Летом 1917 года обстановка в стране, особенно с учётом июльского выступления большевиков, продолжала оставаться революционной. Глава Временного правительства А. Ф. Керенский в конце августа уверил Верховного главнокомандующего Русской армией Л. Г. Корнилова, что согласен со всеми его предложениями о наведении жёсткого порядка в стране и армии. Корнилов отдал приказ о наступлении частей на Петроград. При этом 27 августа экстренные выпуски газет называли Корнилова «государственным изменником». В тот же день Керенский в телеграмме потребовал от Корнилова добровольного сложения полномочий, а 29 августа отдал приказ об отчислении от должностей и предании суду «за мятеж против Временного правительства» генерала Корнилова и его старших сподвижников. 1 сентября Корнилов был арестован генералом М. В. Алексеевым, занявшим должность наштаверха при самоназначенном главковерхе Керенском лишь для спасения Корнилова и его сотрудников, и после допроса в следственной комиссии, утром 11 сентября был под конвоем привезён в Старый Быхов, что в 50 км от Могилёва. Генерал Корнилов, а с ним ещё три десятка военных и штатских чинов — «соучастников», были заключены в местной тюрьме, двухэтажном мрачном здании бывшего католического монастыря.
27 августа, в день оглашения требования Керенского к Корнилову сложить полномочия Верховного главнокомандующего командующий Юго-Западным фронтом генерал А. И. Деникин в своей телеграмме выразил недоверие действиям Временного правительства, поддержав генерала Корнилова. Одновременно начальник штаба Юго-западного фронта генерал С. Л. Марков послал правительству телеграмму, поддерживавшую мнение Деникина.
Временное правительство отреагировало на эти действия арестом всего высшего командного состава Юго-Западного фронта во главе с Деникиным и Марковым и заключением их в тюрьму Бердичева. Арест был произведён 29 августа комиссаром Юго-Западного фронта Н. И. Иорданским. 27 сентября узники были переправлены из Бердичева в Быховскую тюрьму, едва не став жертвой самосуда революционной толпы во время пересылки на вокзал в Бердичеве. Расправы не произошло, по мнению А. И. Деникина, только благодаря решительным действиям штабс-капитана В. Э. Бетлинга.
28 августа Временное правительство учредило «Чрезвычайную комиссию для расследования дела о бывшем верховном главнокомандующем генерале Л. Г. Корнилове и соучастниках его». Председателем комиссии был назначен военно-морской прокурор И. С. Шабловский, а членами — военные юристы полковники Н. П. Украинцев и Р. Р. фон Раупах, судебный следователь Н. А. Колоколов. Несмотря на давление со стороны Керенского, Комиссия имела непредвзятое отношение к обвиняемым, которое вскоре перешло в сочувствие. По инициативе членов комиссии в сентябре 1917 года была опубликована телеграфная лента переговоров Керенского и Корнилова, представившая Корнилова в выгодном свете в глазах общественности.

## Состав заключённых

### Арестованные с Корниловым
- Л. Г. Корнилов, генерал от инфантерии, Верховный главнокомандующий Русской армии;
- А. С. Лукомский, генерал-лейтенант, начальник штаба Корнилова;
- И. П. Романовский, генерал-лейтенант;
- Ю. Н. Плющевский-Плющик, генерал-лейтенант (освобождён досрочно);
- Н. М. Тихменев, генерал-лейтенант (освобождён досрочно);
- В. Н. Кисляков, генерал;
- Александр Павлович Брагин, капитан, заведующий типографией Ставки;
- А. Ф. Аладьин, бывший член Государственной Думы, частное лицо.

### «Бердичевская» группа арестованных генералов
Группа генералов Юго-западного фронта, которые содержались в тюрьме Бердичева, и позднее были переведены в Быховскую тюрьму:
- А. И. Деникин, генерал-лейтенант, командующий фронтом;
- С. Л. Марков, генерал-лейтенант, начальник штаба Деникина;
- И. Г. Эрдели, генерал от кавалерии, командующий Особой армией;
- Г. М. Ванновский, генерал-лейтенант, командующий 1-й армией;
- В. А. Селивачёв, генерал-лейтенант, командующий 7-й армией;
- М. И. Орлов, генерал-квартирмейстер штаба фронта;
- Е. Ф. Эльснер, генерал-лейтенант, начальник снабжения Юго-Западного фронта;
- И. В. Павский, генерал-лейтенант (арестован случайно);
- Д. Д. Сергиевский, генерал-майор (арестован случайно).

Кроме того:
- Князь Крапоткин, штабс-ротмистр, комендант поезда главнокомандующего;
- В. В. Клецанда, поручик чешских войск (арестован за ранение солдата 28 августа)[6].

### Члены Главного комитета Союза офицеров армии и флота
- Л. Н. Новосильцев — председатель Главного комитета Союза офицеров армии и флота, один из организаторов Корниловского выступления;
- Подполковник В. М. Пронин — товарищ председателя Главного комитета;
- Подполковник И. Г. Соотс — член Главного комитета;
- Подполковник Иван Иванович Гринцевич — член Главного комитета;
- Есаул И. А. Родионов — член Главного комитета;
- Капитан В. Е. Роженко — секретарь Главного комитета;
- Капитан С. Н. Ряснянский — член Главного комитета;
- Штабс-капитан Андерсен Н. Х. — член Главного комитета;
- Штабс-капитан Г. Л. Чунихин — член Главного комитета;
- Прапорщик Сергей Фёдорович Никитин — член Главного комитета;
- Прапорщик Александр Владимирович Иванов — секретарь Главного комитета.

## «Сидение»

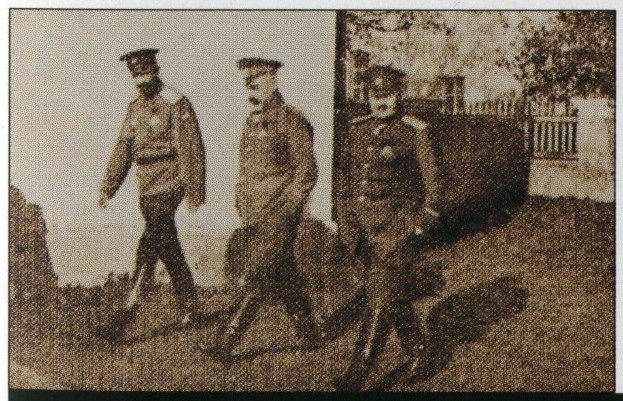
В Быховской тюрьме. На прогулке. Слева направо: генерал-лейтенант С. Л. Марков, генерал-лейтенант А. И. Деникин, генерал-лейтенант И. П. Романовский

Бывшего Верховного главнокомандующего, а также его сподвижников от солдатского самосуда уберегли преданность Корнилову охранявших тюрьму всадников Текинского конного полка и надёжность толстых каменных стен самой тюрьмы.
Узник Быховской тюрьмы генерал А. С. Лукомский приводит такую информацию о положении заключённых:

Официально мы всё время, кроме необходимого на пищу и предоставляемого для прогулки, должны были сидеть по своим комнатам, но в действительности внутри здания мы пользовались полной свободой и ходили, когда хотели, один к другому. Денежного содержания лишили, но пищу нам разрешено было готовить на казённый счёт такую же, как давали в офицерских собраниях. Из Ставки в Быхов был прислан повар, и нас кормили вполне удовлетворительно… Прогулка нам разрешалась два раза в день во дворе, вокруг костёла. Впоследствии для наших прогулок отвели большой сад, примыкавший к дому, в котором мы помещались

Некоторые бытовые подробности «Быховского сидения» приводит адъютант генерала Л. Г. Корнилова поручик Р. Б. Хаджиев. Не будучи осуждён, он, как адъютант Корнилова, имел беспрепятственный вход в тюрьму, выполняя различные поручения узников (такие, как отправка личных писем):

Люди, живя на одинаковом положении, все вместе, под одной крышей, одинаково чувствуя горечь обиды, несправедливость судьбы, чувствуя одиночество, ежеминутную опасность, висящую над ними, горькое переживание души, а главное — привыкшие ежечасно, ежеминутно видеть друг друга, начали терять то взаимное уважение, с которым они вошли в Быхов.
Начались взаимные сплетни, при встречах с генералами младшие как бы не замечали их и не проявляли к ним особого уважения. (…)
Единственно, к кому у всех чувства были одинаковы, это был Верховный.
Его любили, уважали, верили и на него надеялись, питая к нему безграничную преданность.
(…) При его появлении все (…) сидящие и лежащие вскакивали и с затаённым дыханием ждали, что скажет Верховный. Ни шёпота, ни вздоха, руки вытянуты по швам, безмолвная команда «смирно».

Вечерами «сидельцы» собирались в самой вместительной из камер — «камере № 6» — для обсуждения последних новостей или заслушивания чьего-либо доклада на политическую или историческую тему. Близкие друзья — генералы Деникин, Романовский и Марков — могли до глубокой ночи беседовать у себя в камере.
«Не вечно же тюрьма», — писал своей 25-летней невесте Ксении Чиж генерал Деникин. «Быховские сидельцы» были в курсе стремительно менявшейся политической обстановки за стенами тюрьмы, что сулило скорое освобождение. Генералы намечали новые пути для борьбы, которая обязательно должна быть продолжена.
С. В. Карпенко, историк, исследователь Гражданской войны, так описывает устремления арестованных генералов:
Все разговоры сводились к «наиболее мучительному и больному» — о разразившейся «русской смуте и о способах её прекращения». Никто не сомневался: борьба будет продолжена. Ведь сам ход событий иного выбора им не оставляет: хозяйственная разруха усиливается, немцы угрожают столице, братание с врагом ускорило разложение армии, большевики ведут себя всё наглее, а Керенский своей болтовнёй, расхлябанностью и двурушничеством расчищает Ленину дорогу к власти.
В результате поисков «сидельцами» ответов на злободневные вопросы русской современной жизни и смуты маленькой комиссией при участии Деникина была выработана «строго деловая программа удержания страны от окончательного падения», утверждённая Корниловым без траты времени на её обсуждения. По оценке С. В. Карпенко, данная программа оказалась «пунктирной и невнятной»: по причине неопределённых представлений генералов о мерах экономического характера, которые необходимо провести, чтобы создать «организованный тыл». Генералы надеялись поручить разработку и проведение этих мер «общественности» и «специалистам», однако С. В. Карпенко здесь констатирует, что Корнилову и примкнувшим к нему генералам «не пошёл впрок один из самых горьких упрёков августовской неудачи»: безуспешность всех попыток гарантированно привлечь к работе государственных общественных деятелей, чиновников и представителей финансово-промышленных кругов после установления «твёрдой власти».

## Освобождение и побег

Генерал Духонин, отдавший 19 ноября 1917 года распоряжение об освобождении быховских узников

25 октября (7 ноября) 1917 года большевики взяли власть в Петрограде. Председатель следственной комиссии по делу Корнилова И. С. Шабловский, основываясь на данных следствия, к 18 ноября (1 декабря) освободил всех арестованных, кроме пятерых (Корнилова, Лукомского, Романовского, Деникина и Маркова). По иным сведениям, после октябрьского переворота председатель комиссии И. С. Шабловский был вынужден скрыться, и его место занял полковник Р. Р. фон Раупах, которому и принадлежит инициатива освобождения арестованных.
19 ноября (2 декабря) исполняющий обязанности верховного главнокомандующего Русской армией Н. Н. Духонин отдал распоряжение (оказавшееся для него последним) об освобождении генералов, арестованных в связи с Корниловским выступлением в августе 1917 года. Для выполнения распоряжения он командировал в Быхов полковника П. А. Кусонского. Вечером 19 (2 декабря) ноября все арестованные генералы и офицеры покинули Быхов. 20 ноября (3 декабря) назначенный советскими властями Верховный главнокомандующий Н. В. Крыленко арестовал Духонина. В тот же день Духонин, находившийся под арестом в вагоне Крыленко, был убит революционными матросами на станции Могилёв. Генералы Деникин, Марков, Лукомский и Романовский разными путями через несколько дней оказались на Дону в районе формирования Добровольческой армии. Генерал Корнилов, вышедший из Быхова во главе отряда с личным конвоем текинцев, прорываясь с боями, добрался на Дон на несколько дней позже с большими трудностями, распустив конвой по дороге.

## В Добровольческой армии

Чествование текинцами бывших быховских узников в двухлетнюю годовщину после освобождения, 20 ноября 1919 года. Сидят слева направо бывшие «узники»: полковник С. Н. Ряснянский, генералы И. П. Романовский, А. И. Деникин, Е. Ф. Эльснер, Ю. Н. Плющевский-Плющик.

Большинство Быховских заключённых стали основателями Добровольческой армии, образовав ядро её командного состава. По воспоминаниям П. С. Махрова, генерал Келчевский пустил о командном составе армии Деникина крылатое словечко, что он разделяется на «князей» (Быховских узников), «княжат» (первопоходников) и «прочих». Сам Махров, однако, был не согласен с такой оценкой, считая, что Деникин при назначениях на должности не допускал протекционизма и руководствовался только заслугами того или иного лица.

## «Быховский альбом»
С. Н. Ряснянский попросил своих соузников написать на память несколько строк в имевшуюся у него тетрадь. Все согласились, и в результате у него получился альбом автографов, который Ряснянскому удалось сохранить. Альбом был издан издательством «Мѣдный всадникъ» в сборнике «Белое дело» в 1927 году.
|  |  |  |  |  |  |

## Экранизация событий
- События, связанные с арестом генералов в Бердичеве, их пребыванием в Быховской тюрьме и побегом, а также гибелью генерала Духонина нашли отражение в 8-й серии фильма «Гибель империи», которая называется «Молитва офицера»[13].
- Советский телефильм «20 декабря» (1981 г.) о создании ЧК: эпизод с освобождением пятёрки и гибелью конвоя от полкового комитета.